# Le Saulcy
Pour les articles homonymes, voir Saulcy.
Le Saulcy est une commune française située dans le département des Vosges en région Grand Est.
Ses habitants sont appelés les Salcyniens.

## Géographie

### Localisation
Le Saulcy est situé à cheval sur deux vallées d'affluents du Rabodeau : au sud celle du Bouchard, au pied du col du Hantz, mène directement au chef-lieu de canton, Senones, à 6 km ; au nord celle du Fosse permet de rejoindre Moussey. 
Les communes limitrophes sont Moussey au nord, Le Mont à l'ouest, Le Puid au sud, Belval au sud et à l'est et, à l'extrême-est, les communes alsaciennes de Plaine, La Broque et Grandfontaine.

### Géologie et relief
L'habitat y est très dispersé, en petits hameaux, Saint-Jean, le Village, la Parière, Quieux, le Harcholet où l'on relève l'altitude minimale. 
La partie montagneuse est au nord et à l'est, couverte de forêts : la Côte des Chênes, la Boulée, le Plaineux… L'altitude maximale de 910 mètres est atteinte aux confins de l'Alsace, près de la Haute Loge.

### Sismicité
Commune située dans une zone 3 de sismicité modérée.
|         | Moussey        | Grandfontaine Bas-Rhin La Broque Bas-Rhin |
| Le Mont | Saulcy         | Plaine Bas-Rhin                           |
|         | Belval Le Puid |                                           |

### Hydrographie et les eaux souterraines
Hydrogéologie et climatologie : Système d’information pour la gestion des eaux souterraines du bassin Rhin-Meuse  :
Territoire communal : Occupation du sol (Corinne Land Cover); Cours d'eau (BD Carthage),
Géologie : Carte géologique; Coupes géologiques et techniques,
 Hydrogéologie : Masses d'eau souterraine; BD Lisa; Cartes piézométriques.
La commune est située dans le bassin versant du Rhin au sein du bassin Rhin-Meuse. Elle est drainée par le ruisseau du Voé, le ruisseau le Fossé et le ruisseau de la Grande Goutte,.

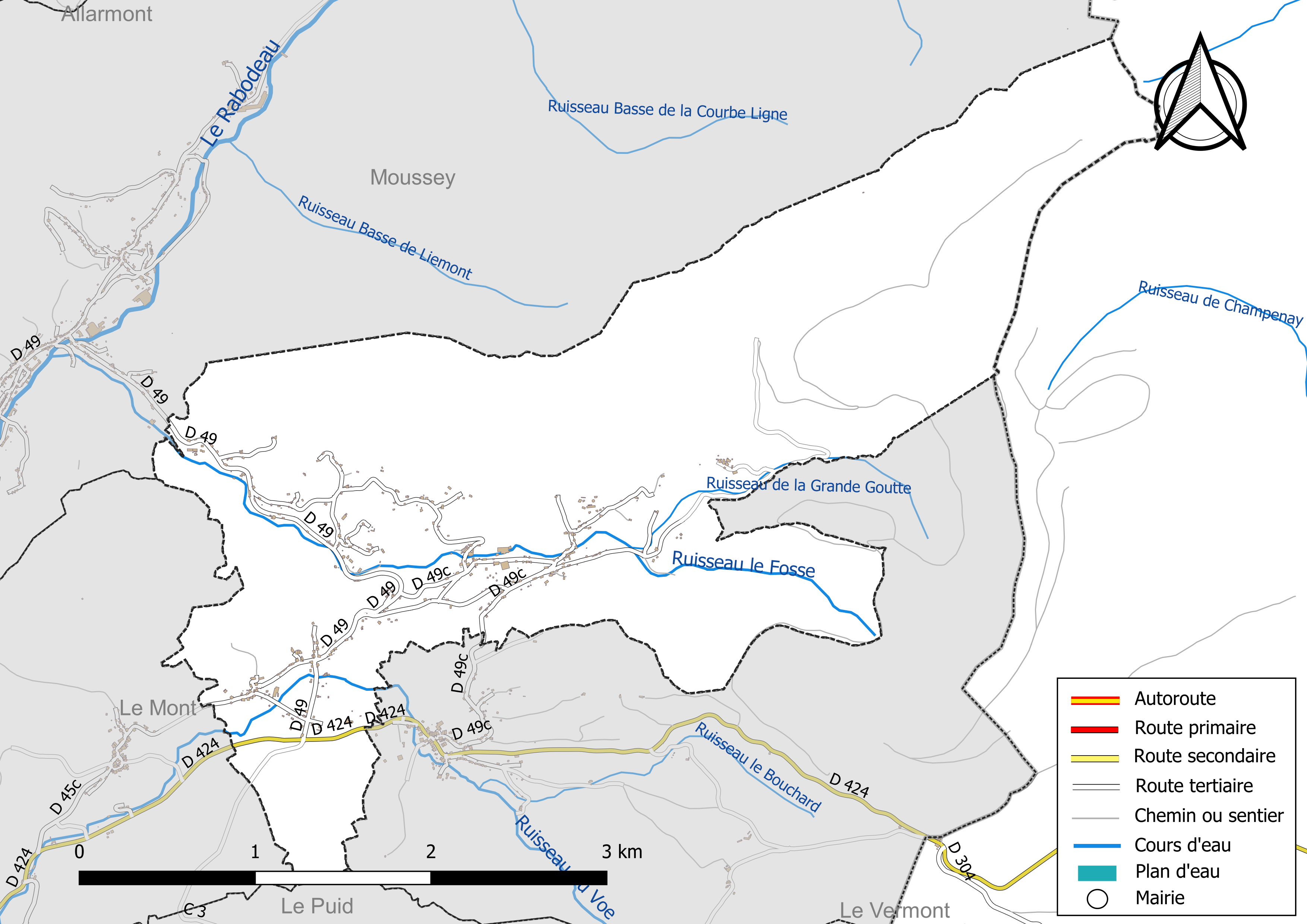
Réseaux hydrographique et routier du Saulcy.

La qualité des cours d’eau peut être consultée sur un site dédié géré par les agences de l’eau et l’Agence française pour la biodiversité.

### Climat
Pour des articles plus généraux, voir Climat du Grand Est et Climat du département des Vosges.
En 2010, le climat de la commune est de type climat de montagne, selon une étude du Centre national de la recherche scientifique s'appuyant sur une série de données couvrant la période 1971-2000. En 2020, Météo-France publie une typologie des climats de la France métropolitaine dans laquelle la commune est exposée à un climat semi-continental et est dans la région climatique  Vosges, caractérisée par une pluviométrie très élevée (1 500 à 2 000 mm/an) en toutes saisons et un hiver rude (moins de 1 °C). 
Pour la période 1971-2000, la température annuelle moyenne est de 8,9 °C, avec une amplitude thermique annuelle de 16,9 °C. Le cumul annuel moyen de précipitations est de 1 105 mm, avec 12,9 jours de précipitations en janvier et 10,8 jours en juillet. Pour la période 1991-2020, la température moyenne annuelle observée sur la station météorologique de Météo-France la plus proche, « Ban-de-Sapt », sur la commune de Ban-de-Sapt à 8 km à vol d'oiseau, est de 10,3 °C et le cumul annuel moyen de précipitations est de 1 027,3 mm. 
La température maximale relevée sur cette station est de 36,9 °C, atteinte le 7 août 2015 ; la température minimale est de −17 °C, atteinte le 19 décembre 2009,,. 
Les paramètres climatiques de la commune ont été estimés pour le milieu du siècle (2041-2070) selon différents scénarios d'émission de gaz à effet de serre à partir des nouvelles projections climatiques de référence DRIAS-2020. Ils sont consultables sur un site dédié publié par Météo-France en novembre 2022.

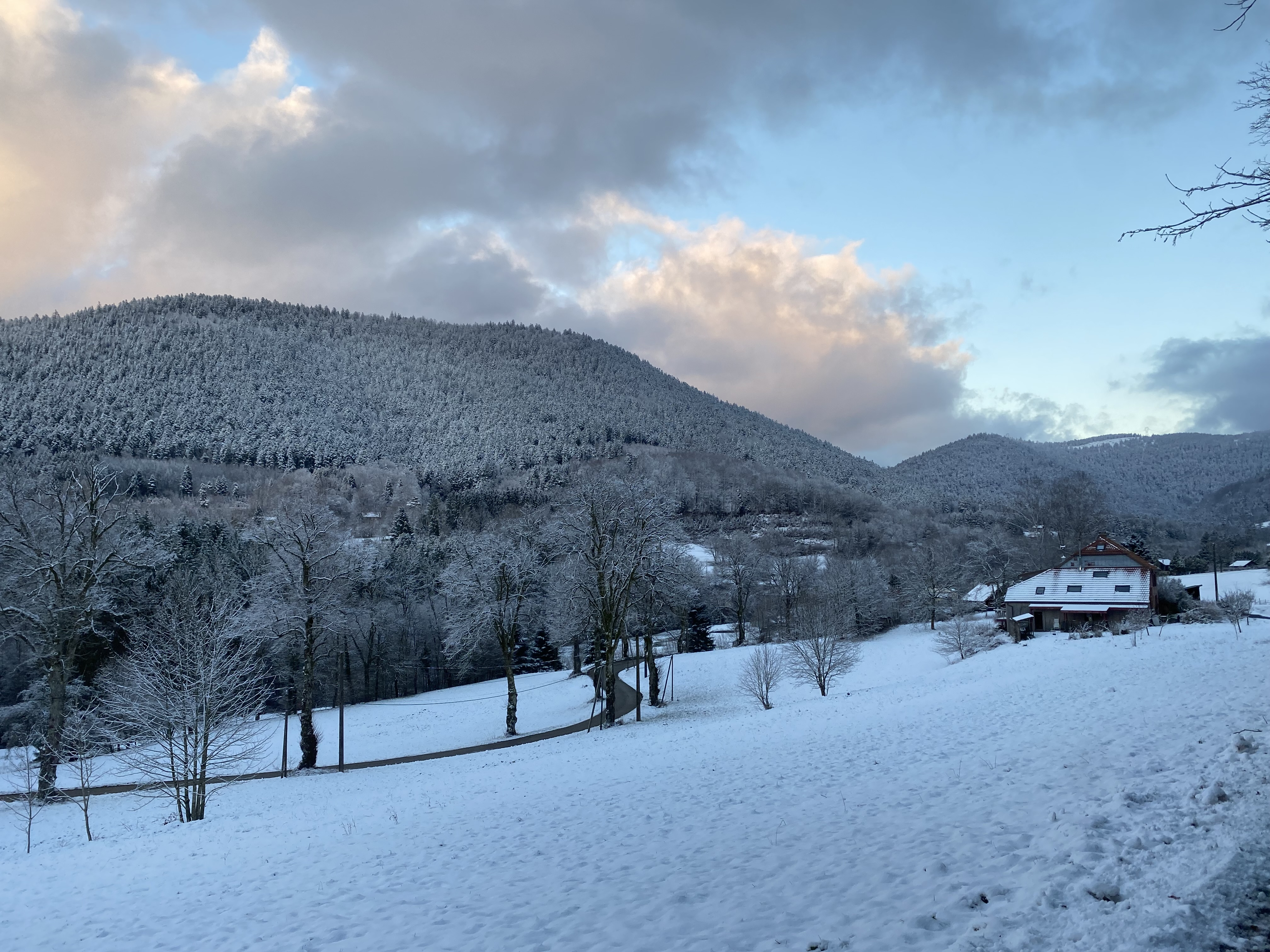
Le lieu dit "Quieux" sous la neige.

## Urbanisme

### Typologie
Au 1er janvier 2024, Le Saulcy est catégorisée commune rurale à habitat dispersé, selon la nouvelle grille communale de densité à sept niveaux définie par l'Insee en 2022.
Elle est située hors unité urbaine et hors attraction des villes,.

### Occupation des sols
L'occupation des sols de la commune, telle qu'elle ressort de la base de données européenne d’occupation biophysique des sols Corine Land Cover (CLC), est marquée par l'importance des forêts et milieux semi-naturels (76,8 % en 2018), en diminution par rapport à 1990 (79,5 %). La répartition détaillée en 2018 est la suivante : 
forêts (73,1 %), prairies (14,5 %), zones urbanisées (6 %), milieux à végétation arbustive et/ou herbacée (3,6 %), zones agricoles hétérogènes (2,7 %). L'évolution de l’occupation des sols de la commune et de ses infrastructures peut être observée sur les différentes représentations cartographiques du territoire : la carte de Cassini (XVIIIe siècle), la carte d'état-major (1820-1866) et les cartes ou photos aériennes de l'IGN pour la période actuelle (1950 à aujourd'hui).

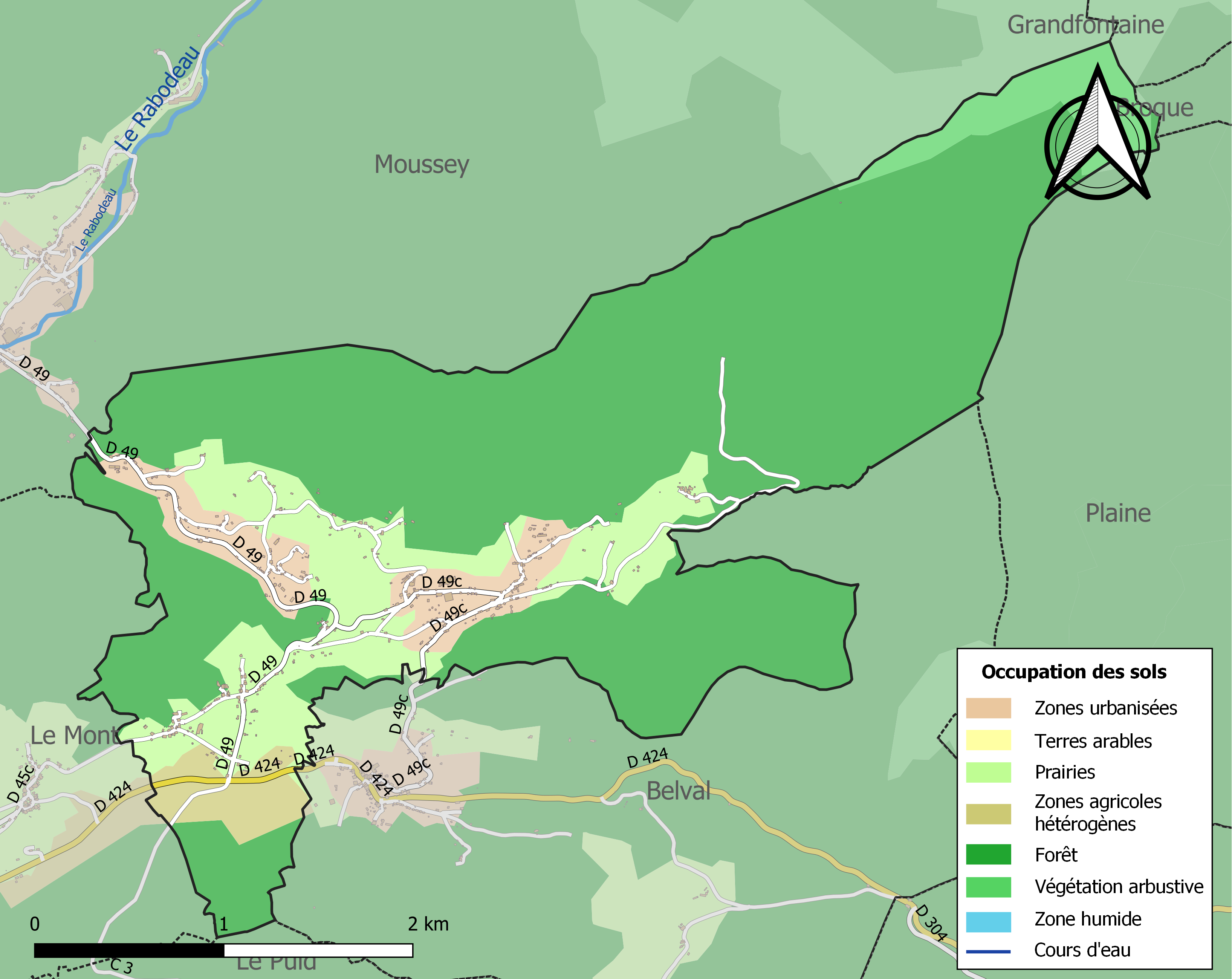
Carte des infrastructures et de l'occupation des sols de la commune en 2018 (CLC).

## Toponymie
Le nom de la localité est attesté sous les formes Le Saulcy, Le Saussy (1711) ; Le Saucy (XVIIIe siècle) ; Mairie du Saulcy-Senones (1921).

Le nom de la commune dérive du latin salicetum avec la forme collective en -etum ( ou au féminin -eta ), qui désigne une saussaie, soit un « lieu planté de saules ». Arbre des bords de rivières et des lieux humides, le saule a fourni de nombreux toponymes.

## Histoire
L'histoire du village avant son rattachement à la France en 1793 est liée à celle de la principauté de Salm.
En 1678 la paroisse de Saint-Jean-du-Mont (devenu un écart de Saulcy) comprenait Le Saulcy, Belval, Le Mont, le Puid, le Vermont et le Harcholet.
La commune a été décorée le 22 octobre 1921 de la croix de guerre 1914-1918 avec palme de bronze.

## Monuments

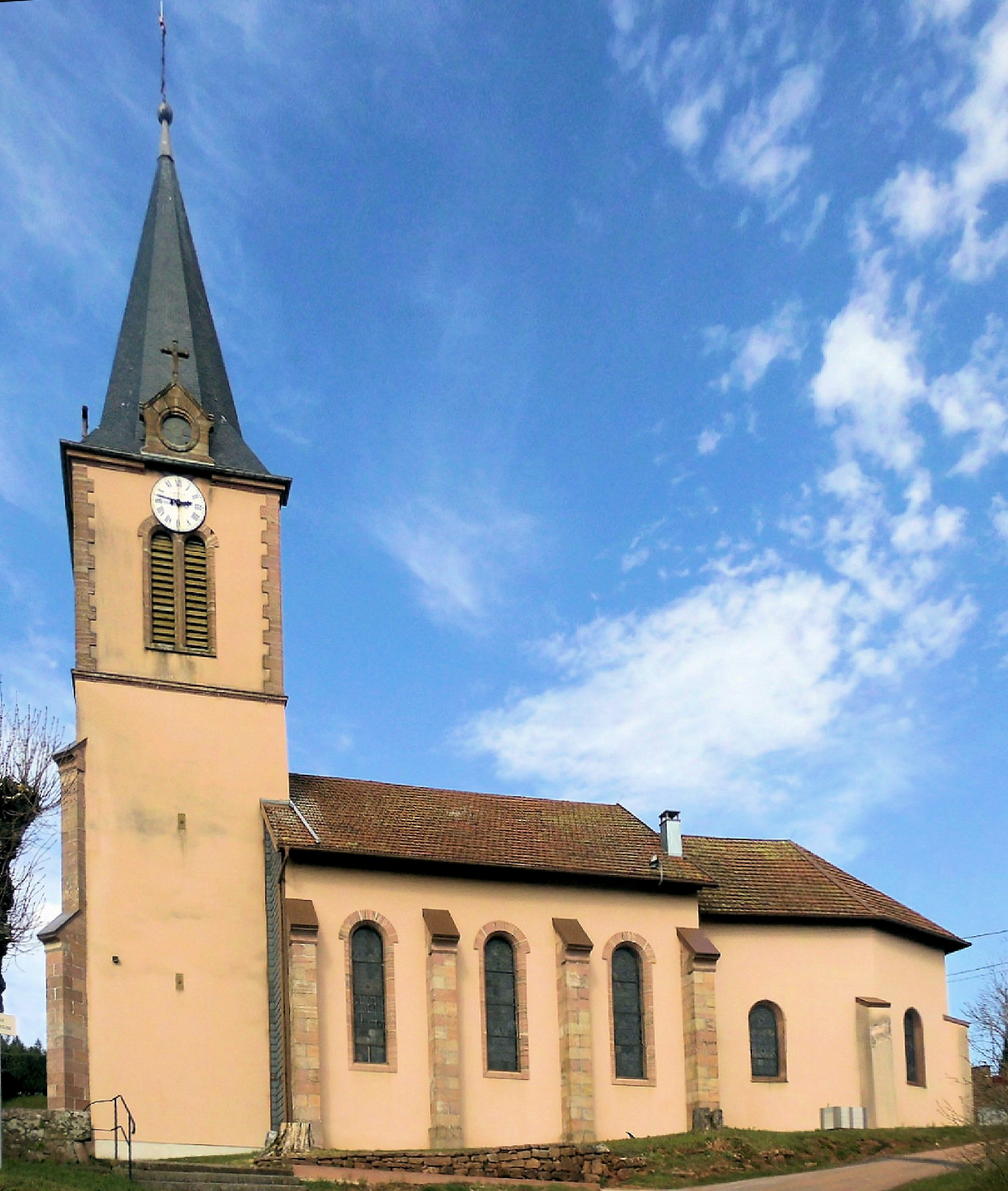
L'église Saint-Jean-du-Mont.
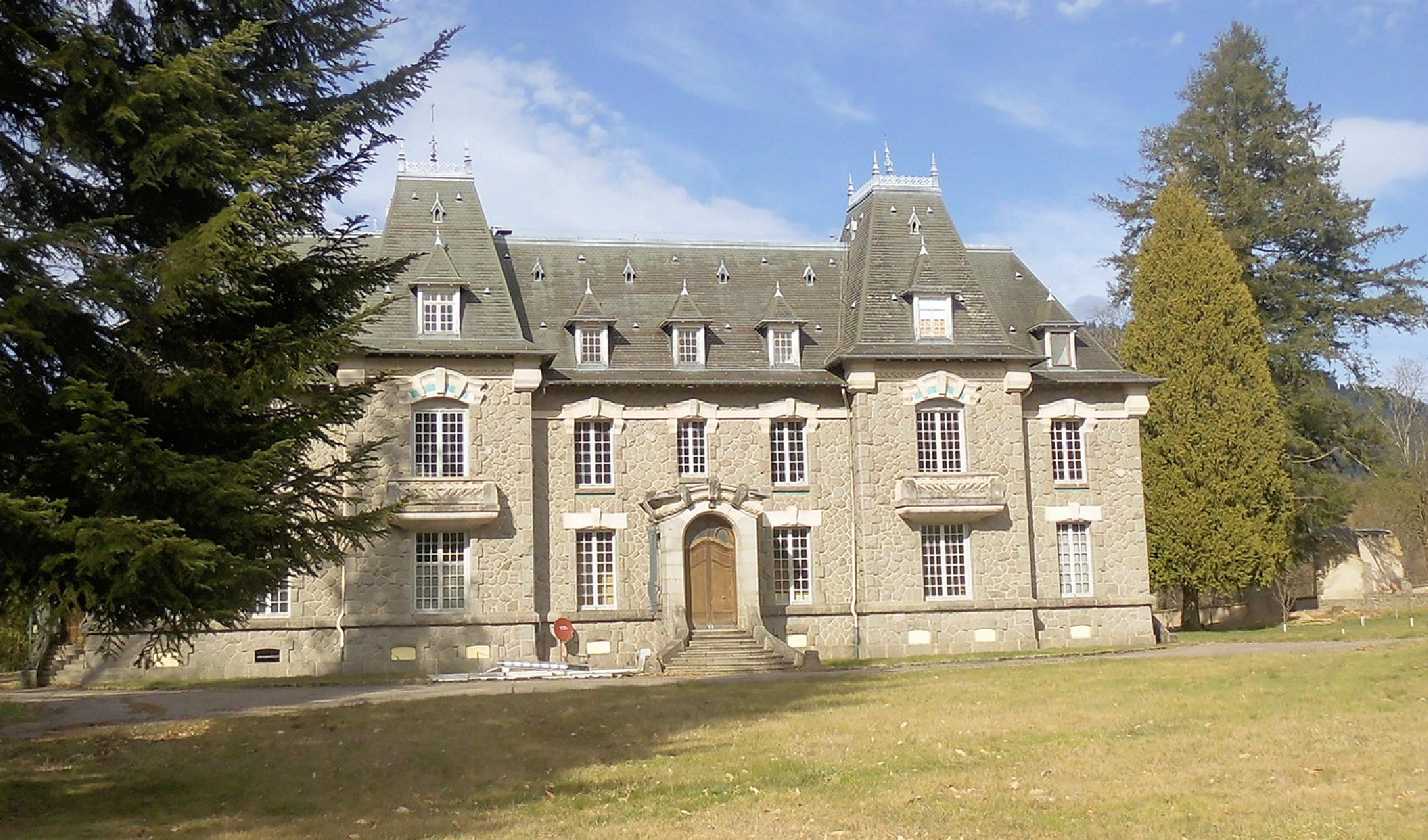
Le château de Belval.

- L'église Saint-Jean-du-Mont est partagée avec les deux communes voisines, Belval en amont et Le Mont en aval.

On y trouve un Calice (liturgie) en argent doré et différents tableaux, classés monument historique au titre d'objet,.
Tableau Dom Didier de La Cour.
Tableau Nicolas Léopold Rhingrave.
Tableau : Chanoine, prince de Salm-Salm.
2 Tableaux : Portrait de Guillaume Florentin, prince de Salm-Salm.
Tableau Dom Philippe François (1579-1635) de l'ordre de saint Benoît, déplacé au musée de Senones.
Tableau  Dom Didier de La Cour.
- Le château de Belval a été construit au début du XXe siècle par une famille de riches industriels textiles, et a notamment été réquisitionné par la Gestapo pendant la Seconde Guerre mondiale.
- Scierie hydraulique à cadre Le Harcholet[29].
- Vestiges d'une ancienne voie romaine[30].
- Monuments aux morts[31] : Conflits commémorés : 1870-1871 -  1914-1918 - 1939-1945 - AFN-Algérie (1954-1962).
  - monument de la déportation devant le château de Belval ;
  - stèle commémorative pour deux parachutistes anglais du 2e régiment du Spécial Air Service Régiment (SAS) sous les ordres du lieutenant-colonel Brian Franks, et  pour un maquisard engagés dans l'opération Loyton[32].

## Politique et administration

### Liste des maires
| Période                                  | Période      | Identité            | Étiquette | Qualité                                       |
| ---------------------------------------- | ------------ | ------------------- | --------- | --------------------------------------------- |
| Les données manquantes sont à compléter. |              |                     |           |                                               |
| 1906                                     | 1935         | Eugène Nansé        |           | Industriel textile                            |
| Les données manquantes sont à compléter. |              |                     |           |                                               |
| Mars 1983                                | Juin 1995    | André Marchal       |           | Chef d'atelier                                |
| Mars 2001                                | Octobre 2008 | Jean-Claude Georges |           | Chef d'équipe, décédé en cours de mandat      |
| Novembre 2008                            | Mars 2014    | Noël Georges        |           |                                               |
| Mars 2014                                | Février 2016 | Jean-Luc Meillet    |           | Retraité, démissionnaire pour raison de santé |
| Mars 2016                                | Mars 2020    | Laurent Stauffer    |           | Directeur d'école                             |
| Mars 2020                                | En cours     | Jean-Luc Audouin    |           | Retraité de l'Éducation nationale             |

## Finances locales

### Budget et fiscalité 2022

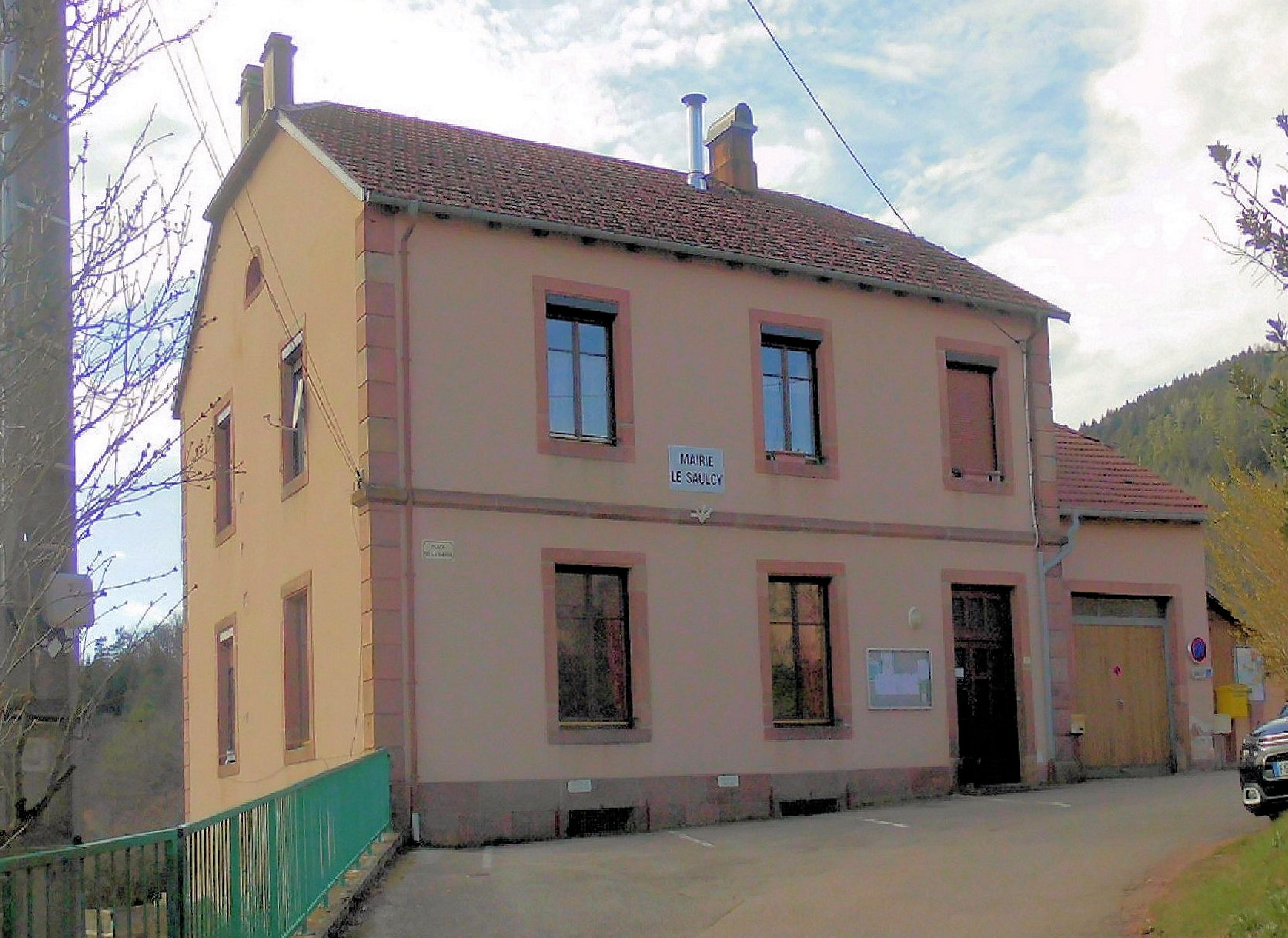
La mairie.

En 2022, le budget de la commune était constitué ainsi :
- total des produits de fonctionnement : 215 000 €, soit 638 € par habitant ;
- total des charges de fonctionnement : 160 000 €, soit 473 € par habitant ;
- total des ressources d'investissement : 30 000 €, soit 89 € par habitant ;
- total des emplois d'investissement : 45 000 €, soit 135 € par habitant ;
- endettement : 26 000 €, soit 78 € par habitant.

Avec les taux de fiscalité suivants :
- taxe d'habitation : 19,07 % ;
- taxe foncière sur les propriétés bâties : 34,50 % ;
- taxe foncière sur les propriétés non bâties : 35,97 % ;
- taxe additionnelle à la taxe foncière sur les propriétés non bâties : 0,00 % ;
- cotisation foncière des entreprises : 0,00 %.

Chiffres clés Revenus et pauvreté des ménages en 2021 : médiane en 2021 du revenu disponible, par unité de consommation : 21 890 €.

## Économie

### Entreprises et commerces

#### Agriculture
- Culture de plantes à épices, aromatiques, médicinales et pharmaceutiques.
- Élevage d'ovins et de caprins.
- Aquaculture en eau douce.
- Exploitation forestière.

#### Tourisme
- Hébergements et restauration à Belval, Grandrupt, Senones, Plaine, Saulxures, Saales.
- Gîte rural[35].
- La commune héberge le Centre Bel Air qui accueille des colonies et classes découvertes.

#### Commerces
La commune ne possède pas de commerces de proximité. Cependant, plusieurs entreprises et artisans y sont installés.
- Le domaine de Toundra est un élevage spécialisé dans la race de Dogues du Tibet.
- Le champ du Chêne est un atelier de plantes aromatiques et médicinales mais également de légumes transformés.

## Population et société

### Démographie

#### Évolution démographique
L'évolution du nombre d'habitants est connue à travers les recensements de la population effectués dans la commune depuis 1793. Pour les communes de moins de 10 000 habitants, une enquête de recensement portant sur toute la population est réalisée tous les cinq ans, les populations de référence des années intermédiaires étant quant à elles estimées par interpolation ou extrapolation. Pour la commune, le premier recensement exhaustif entrant dans le cadre du nouveau dispositif a été réalisé en 2006.

En 2022, la commune comptait 297 habitants, en évolution de −9,73 % par rapport à 2016 (Vosges : −2,96 %, France hors Mayotte : +2,11 %).
| 1793 | 1800 | 1806 | 1821 | 1831 | 1836 | 1841 | 1846 | 1856 |
| ---- | ---- | ---- | ---- | ---- | ---- | ---- | ---- | ---- |
| 457  | 442  | 486  | 562  | 635  | 674  | 673  | 701  | 767  |

| 1861 | 1866 | 1876 | 1881 | 1886 | 1891  | 1896  | 1901  | 1906  |
| ---- | ---- | ---- | ---- | ---- | ----- | ----- | ----- | ----- |
| 854  | 805  | 834  | 856  | 922  | 1 010 | 1 054 | 1 095 | 1 046 |

| 1911  | 1921 | 1926 | 1931 | 1936 | 1946 | 1954 | 1962 | 1968 |
| ----- | ---- | ---- | ---- | ---- | ---- | ---- | ---- | ---- |
| 1 003 | 696  | 758  | 764  | 730  | 580  | 670  | 545  | 512  |

| 1975 | 1982 | 1990 | 1999 | 2006 | 2011 | 2016 | 2021 | 2022 |
| ---- | ---- | ---- | ---- | ---- | ---- | ---- | ---- | ---- |
| 470  | 419  | 365  | 346  | 318  | 328  | 329  | 307  | 297  |

### Enseignement
Établissements d'enseignements :
- Écoles maternelles et primaires à Le Saulcy, Moussey, La Petite-Raon, Saulxures, Plaine, Belval.
- Collèges à Senones, La Broque, Provenchères-et-Colroy, Schirmeck.
- Lycées à Schirmeck, Saint-Dié-des-Vosges.

L'école de Quieux à Le Saulcy fermera ses portes en juillet 2025.

### Santé
Professionnels et établissements de santé :
- Médecins à La Petite-Raon, Senones, Saint-Blaise-la-Roche, Saales, Celles-sur-Plaine, Moyenmoutier.
- Pharmacies à La Petite-Raon, Senones, Saint-Blaise-la-Roche, Saales, Celles-sur-Plaine, Moyenmoutier, Provenchères-sur-Fave.
- Hôpitaux à Saint-Dié-des-Vosges, Senones, Rothau, La Broque, Schirmeck, Badonviller, Raon-l'Étape, Sainte-Marie-aux-Mines.

### Cultes
- Culte catholique, Paroisse Saint-Maurice-du-Rabodeau[42], Diocèse de Saint-Dié.

### Culture
- L'association HELICOOP, basée dans le hameau de Quieux, à pour but de soutenir et promouvoir des projets artistiques et culturels en milieu rural. Elle organise régulièrement des concerts, expositions et évènements variés.
- La biennale d'art sur le sentier des passeurs[43] est organisée chaque depuis plusieurs années par l'association HELICOOP. La biennale permet d'agrémenter le parcours du  sentier des passeurs avec des œuvres d'art contemporain durant toute la saison estivale. Certaines œuvres restent à demeures tout au long de l'année.

### Équipements
- Place

### Transports
- La commune est desservie par différents axes routiers. L'axe principal étant la route départementale D424 (Sud) croisant la route départementale D49 pour les usagers en provenance de Le Puid. La route départementale D424 traverse la commune dans sa partie Sud. Le Saulcy est également accessible depuis la route départementale D49 (située au Nord-Ouest), la rue principale (située à l'Ouest) et la route de Quieux (située au Sud-Est).

## Personnalités liées à la commune
- Rosine Lagier, auteur et conférencière.

## Pour approfondir